# Abdelmalek Sayad
Pour les articles homonymes, voir Sayad.
Abdelmalek Sayad, né le 24 novembre 1933 à Beni Djellil en Algérie et mort le 13 mars 1998 à Dommartin, est sociologue, directeur de recherche au CNRS et à l'École des hautes études en sciences sociales (EHESS), assistant, collaborateur et ami de Pierre Bourdieu. Fin connaisseur de la communauté nord-africaine en France, il a été décrit par ses amis comme le « Socrate d'Algérie ».

## Biographie
Abdelmalek Sayad naît à Aghbala, commune de Beni Djellil en Kabylie, région berbère du nord de l'Algérie, troisième et unique garçon d'une famille de cinq enfants. Entré à l'école de son village natal à l'âge de sept ans, il poursuit ses études au lycée de Béjaïa (Bougie).
Il entre ensuite à l'école normale de Bouzareah près d'Alger et il est nommé instituteur à l'école du quartier Barberousse de la casbah d'Alger. Inscrit à l'université d'Alger, il fait la rencontre de Pierre Bourdieu.
En 1963, il s'installe en France. D'abord vacataire au Centre de sociologie européenne de l'École des hautes études en sciences sociales (EHESS), il intègre en 1977 le Centre national de la recherche scientifique (CNRS), nommé directeur de recherches en sociologie.

### Vie privée
Il était marié à Rebecca Sayad, qui a donné ses archives en 2006 à la Cité nationale de l'histoire de l'immigration (Paris).

## Postérité
L'Association des Amis d'Abdelmalek Sayad s'est employée à organiser un colloque sur l'actualité de la pensée de Sayad et contribue à la diffusion de la connaissance de son œuvre en France et en Algérie, notamment par l'organisation d'une exposition et de conférences et séminaires.
Un colloque a eu lieu en 2018 « L'émigration-immigration comme "fait social total". Retours sur les travaux et la pensée d’Abdelmalek Sayad » du 26 au 28 septembre.

## Pensée et travaux
En sociologie, Abdelmalek Sayad a renouvelé la question de l'immigration sur laquelle il a porté un double regard. Pour étudier cette question complexe, il l'a considérée comme « un fait social dans sa globalité ». Traiter l'immigration comme « un fait social total » l'a conduit à placer au cœur de son analyse l'émigré-immigré et à ne plus considérer l'immigration seulement en termes de coûts et avantages économiques. Il a jeté un regard humain sur la question délicate des migrations.
Cela l'a conduit aussi à accorder toute sa place à l'histoire en s'attachant aux déterminations entraînées par la colonisation de l'Algérie et par la guerre d'indépendance, comme le montre le travail mené avec Pierre Bourdieu : Le Déracinement. La crise de l'agriculture traditionnelle en Algérie.
Étudiant des trajectoires individuelles à différents moments de l'histoire de l'Algérie et de la France, il a montré, contre la présentation d'une immigration homogène soumise aux mêmes mécanismes, qu'il peut y avoir différentes « générations » dans l'immigration, au sens où les conditions sociales de l'émigration, à un moment donné, structurent les représentations et les pratiques des individus concernés. Ainsi les paysans appauvris de 1930 produits par la colonisation deviennent des émigrés-immigrés très différents des paysans « dépaysés » devenus sous-prolétaires des villes algériennes des années 1960, produits par les transformations de l'agriculture algérienne et par la guerre d'indépendance. Les deux émigrations ne se ressemblent pas et sont utilisées différemment par la société française. Les caractéristiques des émigrés-immigrés entrent en rapport avec les situations que connaît la société française.
Au cœur de l'analyse, le sujet émigré-immigré est donc au centre de deux systèmes en interaction : l'un qui est lié aux variables d'origines (caractéristiques sociales, aptitudes socialement déterminées dont le sujet est porteur avant l'émigration) ; l'autre qui dépend de variables d'aboutissement (ensemble des variables qui dans la société française vont déterminer le devenir du sujet). Ainsi, sa sociologie du début des années 1970 vient en rupture avec les analyses sociologiques précédentes qui portaient un regard très déshumanisant sur l'immigré. Il est parti d'une double vision, diachronique (historique) et synchronique (présente) accordant ainsi une place primordiale à la colonisation et à la décolonisation de l'Algérie.
En France, Sayad a analysé avec un grand soin la situation dans laquelle se trouve pris l'émigré dès qu'il arrive sur la terre d'accueil, à la fois oublié dans son pays d'origine et dans son pays d'accueil où il est contraint au mutisme, donc doublement absent. Les nombreux articles consacrés à ces analyses ont été rassemblés dans son livre La Double Absence, publié à titre posthume et dont la préface a été écrite par Pierre Bourdieu. L'ouvrage montre que l'émigration-immigration est une véritable déchirure spirituelle, une souffrance individuelle qui peut avoir des incidences sur la conception collective de l'émigration qui, à son tour, a une influence considérable sur les rapports « pouvoir / État / émigration ». C'est pourquoi Abdelmalek Sayad dira qu'« exister, c'est exister politiquement. »
L'œuvre de Sayad relève donc de trois principes.
- Le premier dit qu'« avant l'immigration il y a l'émigration : « émigration et immigration deux phénomènes aussi indissociables que le recto et le verso d'une même feuille » »[8][Lequel ?]. Adopter ce principe a conduit Sayad à mener des études historiques sur la colonisation de l'Algérie et sur les effets de la guerre d'indépendance et à différencier les émigrations.
- Le second principe est que « les États sont parties prenantes » dans les émigrations-immigrations avec la domination des États les plus forts sur les États dépendants et avec l'élaboration d'une « pensée d'État » qui structure les pratiques et les représentations des immigrés comme des nationaux.
- Le troisième principe permet de comprendre que ce phénomène est organisé autour de la dissimulation de la réalité à ses propres yeux comme à ceux des autres, ici et là-bas, et autour des « illusions » du retour. De ces écarts naissent parfois « le mal d'immigration » et les conflits avec les enfants nés en France. Au point de désigner sa descendance d'« enfants illégitimes ».

Sayad a renouvelé la question de l'émigration-immigration en défendant deux grandes thèses :
- selon la première, l'effet générationnel joue un rôle moteur dans la recomposition des immigrés dans la société française ; d'une période à l'autre, la place occupée dans la structure sociale française a changé de fond en comble.
- la seconde thèse est que les immigrés ne forment pas un ensemble homogène, mais sont traversés par des clivages de stratification sociale.

Sayad, malgré la proximité culturelle avec les populations issues de l'immigration algérienne, a entretenu avec son objet une distance réflexive dont l'ouvrage Histoire et recherche identitaire est un bon exemple. Ses travaux ont une grande valeur heuristique et permettent de penser les effets de la « mondialisation » sur les émigrations et les politiques des États vis-à-vis de l'immigration. À partir de l'approfondissement de cette connaissance, il a su atteindre les régularités qui structurent les émigrations-immigrations contemporaines. Les modèles théoriques qu'il a élaborés s'avèrent posséder une pertinence à même d'aider à comprendre les émigrations les plus diverses et à penser les situations des immigrés, des étrangers et des sans papier aujourd'hui,.

## Publications
- Avec Pierre Bourdieu, Le Déracinement. La crise de l'agriculture traditionnelle en Algérie, Paris, Les Éditions de Minuit, 1964
- L'Immigration, ou les Paradoxes de l'altérité, De Boeck Université, 1992, 331 p. Traductions :
Imigração ou os paradoxos da alteridade.São Paulo, Edusp, 1998, 299 pp.
L'immigrazione o i paradossi dell'alterità. L'illusione del provvisorio, trad. S. Ottaviani, éd. Ombre Corte, 2008
- Avec Éliane Dupuy, Un Nanterre algérien, terre de bidonvilles, Autrement, 1998, 125 p.
- Avec Alain Gillette, L'Immigration algérienne en France, Paris, Éditions Entente, 1976, 127 pages (sous le pseudonyme Malek Ath-Messaoud) ; 2e édition, 1998, 279 pages (sans pseudonyme)
- La Double Absence. Des illusions de l'émigré aux souffrances de l'immigré. Paris, Seuil, coll. « Liber », 1999, 438 p. Traductions :
La doppia assenza. Dalle illusioni dell'emigrato alle sofferenze dell'immigrato, trad. D. Borca et R. Kirchmayr, éd. Cortina Raffaello, 2002
The suffering of the immigrant, Cambridge, Polity press, 2004, trad. David Macey
- Histoire et Recherche identitaire suivi de Entretien avec Hassan Arfaoui, Bouchène, 2002, 113 p.
- Algeria: nazionalismo senza nazione, éd. Mesogea, 2003
- L'Immigration ou les Paradoxes de l'altérité, nouvelle éd., Paris, éditions Raisons d'agir

1. L'Illusion du provisoire, 2006, 218 p.
2. Les Enfants illégitimes, 2006, 208 p.
3. La Fabrication des identités culturelles, 2014, 205 p., préface d'Amin Pérez

- L'École et les Enfants de l'immigration, essais critiques, Paris, Seuil, La couleur des idées, 2014, 239 p. ; éd. établie, présentée et annotée par Benoit Falaize et Smaïn Laacher